# Street Parade

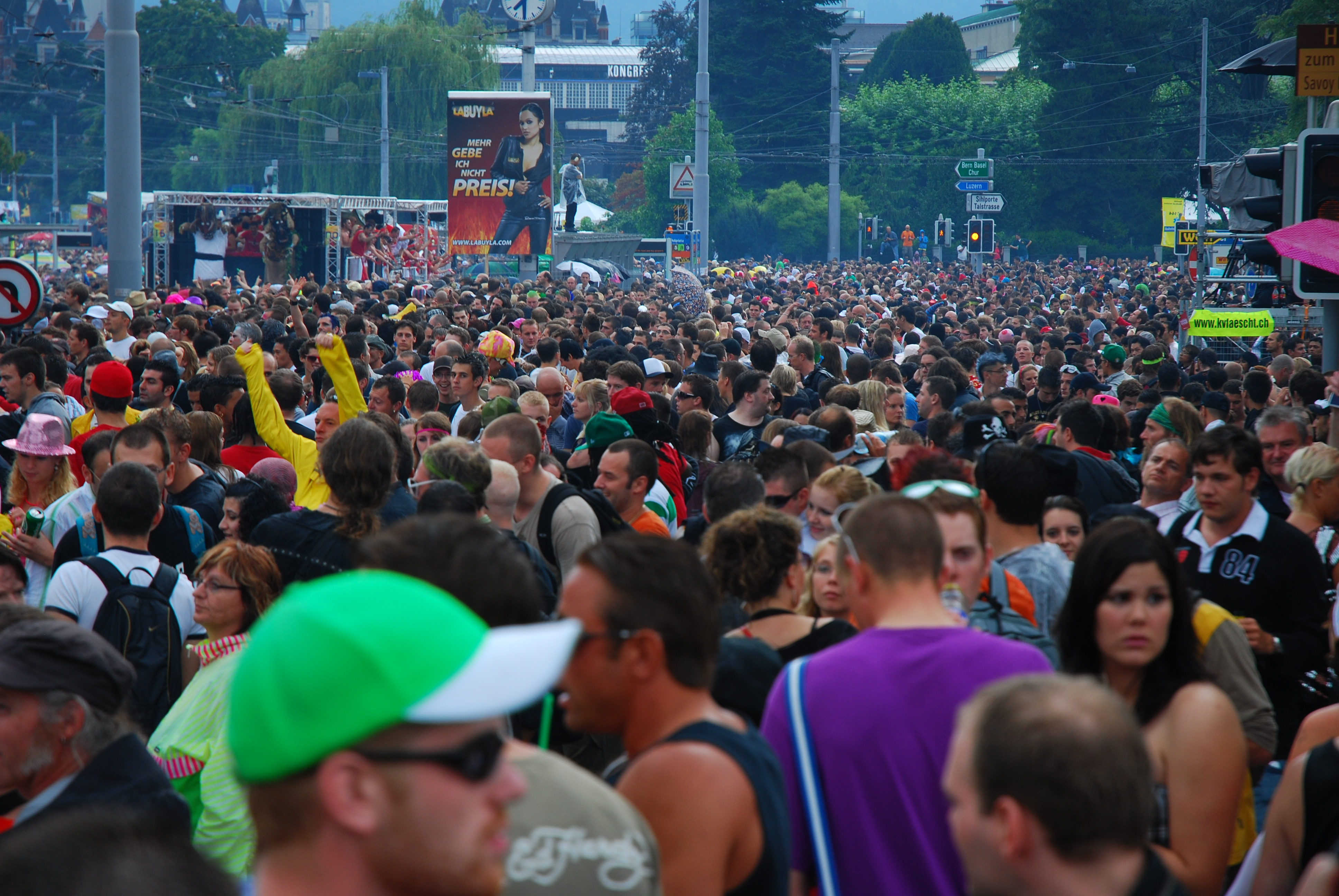
Street parade 2009

La Street Parade è uno dei maggiori festival di musica elettronica in Europa. Si svolge a Zurigo, solitamente il secondo sabato di agosto. Simile alla LoveParade, la Street Parade è uno dei più grandi festival del mondo e uno degli eventi internazionali più importanti dell'anno a Zurigo.
La prima edizione della parata si svolse nel 1992. La sua prerogativa principale è di portare i travestimenti, la danza e la musica techno nelle strade del centro della città, percorse per oltre 2 chilometri da processioni di autovetture in movimento che diffondono musica a tutto volume. A bordo dei carri gruppi di persone si esibiscono ballando.
Il momento culminante all'insegna della festa è il sabato, quando nelle vie del centro a partire dalle 13 sino alle 22 circa, tra i 20 e i 30 TIR (camion lunghi oltre 30 metri) — chiamati Love Mobiles — sfilano lungo un tragitto di 2,4 km, allestendo Dj-set che diffondono la musica elettronica tra la folla danzante. In tutto il percorso è possibile trovare una gran varietà di stand che vendono prodotti tipici e capi di abbigliamento dallo stile più o meno trasgressivo.
I partecipanti alla manifestazione sono numerosi e variegati. Tra questi ultimi anche famiglie, bambini e anziani oltre che esponenti della comunità LGBT, in un clima di festa coinvolgente che non esclude nessuno.
Il percorso della Street Parade più precisamente, parte da Utoquai (nel quartiere Seefeld). In seguito i carri si dirigono verso la riva del lago di Zurigo, toccando Piazza Bellevue, il QuaiBrücke e la Bürkliplatz.

## Storia
- 1992 — partecipanti: 1.000

La prima Street Parade si svolse il 5 settembre 1992, creata da Marek Krynski e ufficialmente chiamata "Dimostrazione d'amore, pace, libertà, generosità e tolleranza" (tedesco: Demonstration für Liebe, Frieden, Freiheit, Grosszügigkeit und Toleranz). 
Vi presero parte 1 000 partecipanti e 2 carri Lovemobiles.
- 1993 — partecipanti: 10.000 — temp: 27 °C

Nel suo secondo anno parteciparono 10 000 ravers.
- 1994 — partecipanti: 20.000

La Street Parade si svolse nonostante un divieto della polizia per l'ampiezza dell'evento. Fu pubblicata anche la prima compilation musicale dal nome: Energy 94 Streetparade - The Disc.
- 1995 — partecipanti: 150.000 — temp: 24 °C

Nel 1995 parteciparono alla manifestazione 150 000 persone anche grazie al clima ideale attestatosi sui 24 gradi. Il doppio CD Street Parade 95 fu il primo dedicato alla manifestazione.
- 1996 — partecipanti: 350.000 - motto: The Rave-olution continues

Per la prima volta la Street Parade fu organizzata dall'omonima associazione fondata lo stesso anno da Marek Krynski, Barbara Suter e Christoph Soltmannowski. Fu creato anche il logo ufficiale dell'evento: una "P" in una stella rossa.
- 1997 — partecipanti: 475.000 — temp: 27 °C — motto: Climb & Dance

Nel 1997 parteciparono 475.000 ravers, nonostante la temperatura piuttosto elevata.
- 1998 — partecipanti: 450.000 — temp: 28 °C — motto: It's All In Your Hands

Nel 1998 la manifestazione subisce un lieve calo di partecipanti. Sono presenti 450 000 di persone a ballare sul motto «It's All In Your Hands».
- 1999 — partecipanti: 550.000 — temp: 30 °C — motto: More than Words

Coincise con la prima Radio, Radio Street Parade, che andò in onda per due settimane prima, durante e dopo la parata. La radio trasmise soltanto techno music, electronica and dance, interviste con i DJs.
- 2000 — partecipanti: 750.000 — temp: 32 °C — motto: Believe in Love

Per la prima volta la mega parata fu trasmessa live dalle tv svizzere SF1, 3sat e Tele 24. Anche il canale musicale germanico VIVA trasmise una replica di oltre due ore.
- 2001 — partecipanti: 1.000.000 — temp: 21 °C — motto: Love, Freedom, Tolerance

Per l'edizione numero dieci della Street Parade si tornò alle origini, ovvero alla prima edizione, riportandone in vita il motto “Love, Freedom, Tolerance”. In molti non vollero perdersi la decima edizione della Street Parade, e fu così che una fiumana incredibile di persone, provenienti da ogni dove, si riversò a Zurigo; si contarono un milione di visitatori e trentuno Love Mobile. Questi numeri misero in ombra tutti i precedenti record, tanto da superare anche la “Love Parade”. Come evento clou della manifestazione, due Love Mobile, al termine della parata, si recarono in Bürkliplatz e al Bellevue, dove la festa di compleanno entrò nel vivo. Nel 2001 la Street Parade ricevette il secondo riconoscimento da parte dell'Art Directors Club (ADC) e la realizzazione grafica della homepage del sito venne premiata con una medaglia di bronzo.
- 2002 — partecipanti: 650.000 — temp: 17 °C — motto: Peace!

Sotto una pioggia scrosciante e con temperature tendenti al fresco (circa 17 °C), quasi seicentocinquantamila raver, accompagnati da ventinove Love Mobiles festeggiarono l'edizione numero undici della Street Parade, facendo decisamente propria la parola d'ordine “Peace”. L'evento si svolse pacificamente senza episodi di rilievo. L'inno dell'edizione del 2002 fu composto dal DJ Energy.
- 2003 — partecipanti: 900.000 — temp: 37 °C — motto: Let the Sun Shine

Come se fosse stato ordinato al tempo di assecondare il motto dell'edizione 2003, “Let the sun shine”, quel giorno si raggiunse una temperatura di 37 °C. Quell'anno, però, il percorso si svolse in senso opposto: le 25 Love Mobile e i novecentomila partecipanti partirono dall'Utoquai per andare verso il Mythenquai. Si decise di invertire il percorso come forma di rispetto nei confronti degli abitanti del Seefeldquartier, oltre a permettere alle Love Mobile di trovarsi già indirizzate sulle loro rotte di partenza. La festa di chiusura venne curata dal DJ Carl Cox e si rivelò un evento memorabile, a cui parteciparono migliaia di persone. La canzone ufficiale dell'edizione del 2003 venne composta dal DJ Max B. Grant.
- 2004 — partecipanti: 1.000.000 — temp: 37 °C — motto: Elements of Culture

La Street Parade si accorse di aver raggiunto e guadagnato un nome nel panorama internazionale, quando nel 2004 vi partecipò la prima Love Mobile russa. Grazie al suo allestimento molto particolare, entusiasmò i novecentocinquantamila partecipanti, venendo così considerata un'ospite ben vista. Così come nel 1992 Marek Krynski partecipò alla “Love Parade” per imparare, in quell'anno si recarono a Zurigo le delegazioni della “Lisboa-Parade” e della “Space Parade” di Mosca per trarne ispirazione. “Elements of culture” fu il motto della Street Parade 2004 e l'inno ufficiale venne ancora composto dal DJ Tatana.
- 2005 — partecipanti: 1.300.000 — temp: 23 °C — motto: Today is Tomorrow

Nel 2005 il DJ Tatana compose un'ulteriore inno per la Street Parade, dal titolo “Today is tomorrow”. In quella edizione, ben novecentomila persone (per molti oltre un milione) sfilarono lungo le strade di Zurigo e i DJ di fama mondiale riuscirono, come ogni anno, ad entusiasmare la folla. Per la prima volta venne messo in scena uno spettacolo con raggi laser davanti all'Opera. A seguito di difficoltà finanziarie, e diversi anni di inattività, “Radio Street Parade” tornò a trasmettere dalla riva del lago, soprattutto grazie al sostegno di “Radio Energy Zurich” e del giornale gratuito “20 Minuten”. Per la prima volta gli stand ufficiali servirono birra alle persone in festa, con conseguenti voci negative, secondo le quali l'atmosfera non fu così pacifica come nelle edizioni precedenti.
- 2006 — partecipanti: 800.000 — temp: 17 °C — motto: Move Your Mind

L'edizione del 2006 della Street Parade vide la partecipazione straordinaria del DJ Sven Väth che aprì la parata in gran stile insieme ad un'etichetta olandese che mise in piedi un castello arancione in Bürkliplatz.
Il DJ fece ballare sin dall'inizio la moltitudine di ravers accorsi e, in Bürkliplatz, il castello arancione attirò su di sé l'attenzione, provocando notevoli disagi al traffico dei tram.
Il motto e la canzone “Move your mind!” dei “Friends of Street Parade” feat. Sarah animò e riscaldò gli oltre ottocentomila partecipanti e le trenta Love Mobile, nonostante le temperature non molto estive dovute al tempo non propriamente soleggiato.
- 2007 — partecipanti: 800.000 — temp: 23 °C — motto: Respect

Anche nel 2007 il giorno della Parade è iniziato con la pioggia. Il Dr. Motte che doveva tenere il discorso di apertura era ricoverato in ospedale. Poi però quando il fondatore della Street Parade, Marek Krynski, ha aperto la Street Parade 2007 sul Love Mobile n° 1, è apparso il sole e le vie erano piene di entusiasti partecipanti alla Parade, intenti a ballare.
Il Love Mobile di una delle colonne portante della Parade, Ettienne Rainer, poco prima della partenza ha dovuto registrare una rottura all'asse; ma gli altri 24 Love Mobiles si muovevano, anche se molto lentamente a causa della grande massa di partecipanti, sul lungolago di Zurigo.
Dopo l'evento introduttivo «Loco Dice» sono stati una serie di celebrità nazionali ed internazionali, come James Zabiela & Nic Fanciulli, Sander Kleinenberg, Moguai, Markus Schulz, Richie Hawtin e molti altri a garantire esperienze musicali di particolare intensità. Punto culminante è stata la performance di Paul van Dyk, il quale non solo ha partecipato con un Love Mobile personale, allestito dai «Friends of Street Parade»
- 2008 — partecipanti: 820.000 — temp: 24 °C — motto: Friendship

Anche quest'anno, con tempo soleggiato e piacevoli 24 gradi circa 820 000 persone hanno ballato nelle zone adiacenti al lago di Zurigo. Con il motto «FRIENDSHIP!» gli organizzatori hanno invitato ad una pacifica e responsabile convivenza con gli altri, con l'ambiente italiano e non per ultimo anche con noi stessi. La Street Parade si è svolta in maniera estremamente pacifica – gli ospiti della Parade sono riusciti a mettere perfettamente in atto lo spirito di questo motto. Per la prima volta i partecipanti hanno potuto ammirare sui palcoscenici anche diverse band dal vivo, con batteria e chitarra, oltre ai migliori DJ del momento.
Il Consiglio Comunale di Zurigo si è espresso a favore di una futura riedizione della Street Parade. In occasione di una comune conferenza stampa la responsabile della polizia, signora Esther Maurer, ha parlato del bene culturale «Street Parade», che per Zurigo avrebbe la stessa importanza del dadaismo.
- 2009 — partecipanti: 600.000 — temp: 25 °C — motto: Still have a dream

La Street Parade era diventata maggiorenne. Nonostante la pioggia continua, il freddo e la minaccia dell'influenza suina, la 18ª edizione fu celebrata da circa 600 000 partecipanti. Con il motto «Still have a dream» gli organizzatori intendevano ricordare che non bisogna mai smettere di sognare e che — vedi proprio l'esempio «Street Parade» — i sogni possono diventare realtà.
A causa dei cantieri nelle aree Stadelhofen e Sechseläute-Wiese gli organizzatori avevano installato alcuni palchi aggiuntivi nell'area di arrivo del corteo. La formazione era piena di DJ noti in tutto il mondo, ma anche locali. L'headliner Paul van Dyk (D) per problemi familiari ha dovuto disdire la sua presenza all'ultimo momento. È stato sostituito degnamente da Tom Novy (D).
- 2010 — partecipanti: 650.000 — temp: 22 °C — motto: Celebrate the spirit of Street Parade!

Anche nel 2010 il tempo non è stato dei migliori, ma perlomeno fino alle 19 non ha piovuto, la paura per i fatti di Duisburg (i morti alla Love parade) non ha scoraggiato la gente che rispetto al 2009 è aumentata di 50 000 persone. Molti si sono poi recati al famoso party Energy al Hallen stadion che fa sempre da corollario alla Street e che quest'anno si dice sia stata l'ultima edizione di come lo si è fatto in questi ultimi anni. Dall'anno prossimo l'Energy (11) avrà una nuova dimensione, ma per il resto esisterà ancora.
- 2011 — partecipanti: 900.000 — temp: 27 °C — motto: 20 Years Love, Freedom, Tolerance & Respect!

Vent'anni di “Street Parade”! Fu un'edizione speciale della Street Parade, in quanto ci si focalizzò principalmente su nuovi aspetti rispetto alle precedenti edizioni. Al centro ci fu la promozione di giovani DJ e Produttori, affiancati dai veterani della manifestazione. Il palco davanti al “Kongresshaus” (il Palazzo dei Congressi) fu dominato dai “grandi vecchi” che avevano prestato servizio nel corso delle edizioni passate. Lungo gli altri palchi si dettero appuntamento sia nomi di spicco che giovani esordienti. In ricordo della prima edizione della Street Parade venne realizzata una Love Mobile uguale a quello dell'edizione inaugurale e molti nomi noti non si fecero sfuggire l'occasione per partecipare, ispirati dalla musica composta da Mr. Da-Nos, “Calling for Love”. Il punto clou si verificò alle 19:00, quando su tutti i palchi e Love Mobile calò il silenzio e gli amplificatori annunciarono lo svolgimento della ventesima edizione della Street Parade, seguita dal classico “Give peace a chance” di John Lennon, sulle cui note ballarono e sfilarono pacificamente novecentomila raver di ambo i sessi; per fortuna la Street Parade si svolse in maniera pacifica e senza incidenti. Tuttavia l'evento venne funestato dalla tragica morte del trentasettenne DJ Energy. La causa del decesso, avvenuto nella notte di domenica, fu un arresto cardiaco, probabilmente causato da un sovra dosaggio di farmaci. Il sabato era stato attivo alla consolle, per quanto già avesse lamentato malessere e stanchezza.
- 2012 — partecipanti: 950.000 — temp: 24 °C — motto: Summer dream - Follow your Heart!

Un sogno d'estate! Questo fu il pensiero di tutte le persone presenti, e non fu solamente una parte del motto della Street Parade 2012 e anche il clima ci mise del suo. L'evento si svolse in una gradevole giornata di sole (con circa 25 °C) e i novecentocinquantamila partecipanti seguirono i loro cuori, proprio come recitò la seconda parte del motto. La canzone dell'edizione 2012 fu composta da Adam B. Tra le 28 Love Mobile, quell'anno ne partecipò anche una dalla Cina con a bordo DJ cinesi. DJ Gogo portò un pezzo di Berlino a Zurigo e con il motto “Berlin meets Zurich” (“Berlino incontra Zurigo”) riuscendo ad attirare e a portare importanti DJ berlinesi a Zurigo. Al termine della Street Parade si levarono alcune voci, fra cui anche quella del DJ Steve Angello, secondo le quali l'impianto del Center Stage fu tenuto ad un volume troppo basso.
- 2013 — partecipanti: 950.000 — temp: 25 °C — motto: Dance for Freedom

Il clima gradevole attirò una moltitudine di persone sulla riva del lago di Zurigo. È stato stimato che circa novecentocinquantamila persone parteciparono alla Street Parade di quell'anno, ballando alla musica emessa dalle 27 Love Mobile presenti e dagli 8 palcoscenici dislocati lungo tutto il percorso. Il Mainstage dovette essere trasferito vicino al molo a causa di un cantiere sulla piazza Bellevue e venne chiamato Arena Stage; questo nuovo palcoscenico divenne il nuovo punto focale della festa, grazie anche alle performance di artisti come Fedde le Grand, Nervo, Nicky Romero e Danny Avila. Redl, rapper del famoso gruppo hip hop “Radio 200k”, fu l'autore del soggetto visivo della Street Parade del 2013. DJ come Luciano e Andrea Oliva organizzarono un bellissimo party, mentre WESTBAM entusiasmò il pubblico presente sulla piazza Bellevue. La Street Parade inoltre venne trasmessa per 9 ore dall'emittente svizzera 3+ e dal programma “EinsPlus” per Germania, Austria e Svizzera.
- 2014 — partecipanti: 950.000 — temp: 25 °C — motto: Enjoy the dancefloor - and save it!

Nel 2014 la “Street Parade” non ebbe luogo, contrariamente al solito, il secondo fine settimana di agosto. Venne anticipata di una settimana precisamente il 2 agosto, per lo svolgersi dei giochi olimpici in città. Nonostante tutto, lo slittamento e l'anticipazione della data non influì sull'affluenza; infatti si contarono ben novecentocinquantamila visitatori e 30 Love Mobile. La parola d'ordine fu “Enjoy the Dancefloor – and save it”. Verso le 21:00 il clima ebbe pietà dei visitatori, concedendo loro una piacevole temperatura di 25 °C, salvo poi pentirsene e mandar giù una pioggia rinfrescante. Degno di nota fu l'iniziativa delle Love Mobile che, all'altezza della Voliera cittadina al Mythenquai, abbassarono il volume. Il motivo? Semplice, stavano per nascere dei pulcini di tucano e i responsabili della voliera pregarono gli organizzatori di tenere il volume basso per evitare di spaventare la madre dei nascituri. Purtroppo questa edizione venne funestata da un tragico evento: un giovane Brasiliano venne denunciato come scomparso da parte dei propri amici che lo videro saltare e nuotare nel lago. Una settimana dopo la Street Parade, venne rinvenuto il suo cadavere nel Limmat e venne confermato che si trattava proprio del giovane Brasiliano.
- 2015 — partecipanti: 1.000.000 — temp: 32 °C — motto: Magic Moments

Diversamente dagli altri anni, la manifestazione si svolse il 29 agosto a causa di un grande cantiere in città. Nonostante ciò, l'affluenza dei visitatori fu un vero e proprio record nella storia della Street Parade: 1.000.000 circa di partecipanti. Il meteo fu d'aiuto durante la giornata, sole splendente di fine agosto con temperature di 32°. Durante l'evento sfilarono 26 carri "Love mobile".
- 2016 — partecipanti: 900.000 — temp: 27 °C — motto: Unique

- 2017 — partecipanti: 900.000 — temp: 20 °C — motto: Love Never Ends

- 2018 — partecipanti: 1.000.000 — temp: 27 °C — motto: Culture of Tolerance

- 2019 — partecipanti: 850.000 — temp: 24 °C — motto: Colours of Unity

- 2022 — partecipanti: 900.000 — temp: — motto: Think